# Quercus congesta
Quercus congesta là một loài thực vật có hoa trong họ Cử. Loài này được C.Presl miêu tả khoa học đầu tiên năm 1822.